# Яннік Вебер
Яннік Вебер (нім. Yannick Weber; 23 вересня 1988, м. Морж, Швейцарія) — швейцарський хокеїст, захисник. Виступає за «Ванкувер Канакс» у Національній хокейній лізі.
Вихованець хокейної школи СК «Берн». Виступав за СК «Берн», ХК «Лангенталь», «Кітченер Рейнджерс» (ОХЛ), «Гамільтон Бульдогс» (АХЛ), «Монреаль Канадієнс».
В чемпіонатах НХЛ — 229 матчів (22+41), у турнірах Кубка Стенлі — 12 матчів (3+1).
У складі національної збірної Швейцарії учасник зимових Олімпійських ігор 2010 (5 матчів, 0+0), учасник чемпіонату світу 2009 (3 матчі, 0+0). У складі молодіжної збірної Швейцарії учасник чемпіонатів світу 2006, 2007 і 2008. У складі юніорської збірної Швейцарії учасник чемпіонатів світу 2005 і 2006.